# ژاپن در بازی‌های آسیایی ۱۹۷۴
ژاپن در بازی‌های آسیایی ۱۹۷۴ در تهران، ایران که از ۱ تا ۱۶ سپتامبر ۱۹۷۴ برگزار شد، شرکت کرد. این کشور با ۷۲ مدال طلا، ۵۱ مدال نقره و ۴۹ مدال برنز (در مجموع ۱۷۲ مدال) در جایگاه نخست قرار گرفت.